# Великогомольшанский сельский совет
Великогомольша́нский сельский совет — входил до 2020 года в состав Змиёвского района Харьковской области Украины.
Административный центр сельского совета находился в селе Великая Гомольша.

## История
- 1922 год — дата образования данного сельского Совета (крестьянских) депутатов трудящихся на территории … волости в составе Змиевского уезда Харьковской губернии Украинской Советской Социалистической Республики.
- С марта 1923 года — в составе Змиевского(?) района Харьковского округа, с февраля 1932 года — Харьковской области УССР.
- После 17 июля 2020 года в рамках административно-территориальной реформы по новому делению Харьковской области[2][3] сельсовет, как и весь Змиевской район Харьковской области, был ликвидирован; входящие совет населённые пункты и его территории были присоединены к … территориальной общине Чугуевского района области.
- Сельсовет просуществовал 98 лет.

## Населённые пункты совета
- село Вели́кая Гомольша
- село Западня́
- село Клименовка
- село Каза́чка
- село Па́секи